# Franco de Schaffhausen
El franco fue la moneda del cantón suizo de Schaffhausen entre 1798 y 1850. Se subdividía en 10 Batzen, cada uno constaba de 4 Kreuzer.

## Historia
El franco suizo era la moneda de la República Helvética desde 1798. Pero este país paralizó la acuñación de su moneda en 1803. En esa situación, el cantón de Schaffhausen comenzó a acuñar sus propias monedas entre 1808 y 1809. En 1850, el franco suizo fue reintroducido, a una tasa de cambio de 1 ½ de francos suizos = 1 Franco de Schaffhausen.

## Monedas
Se han emitido monedas en denominaciones de un kreuzer, un medio de batzen y un batzen, todas estas en el mismo material, el vellón.